# 貝勒航空

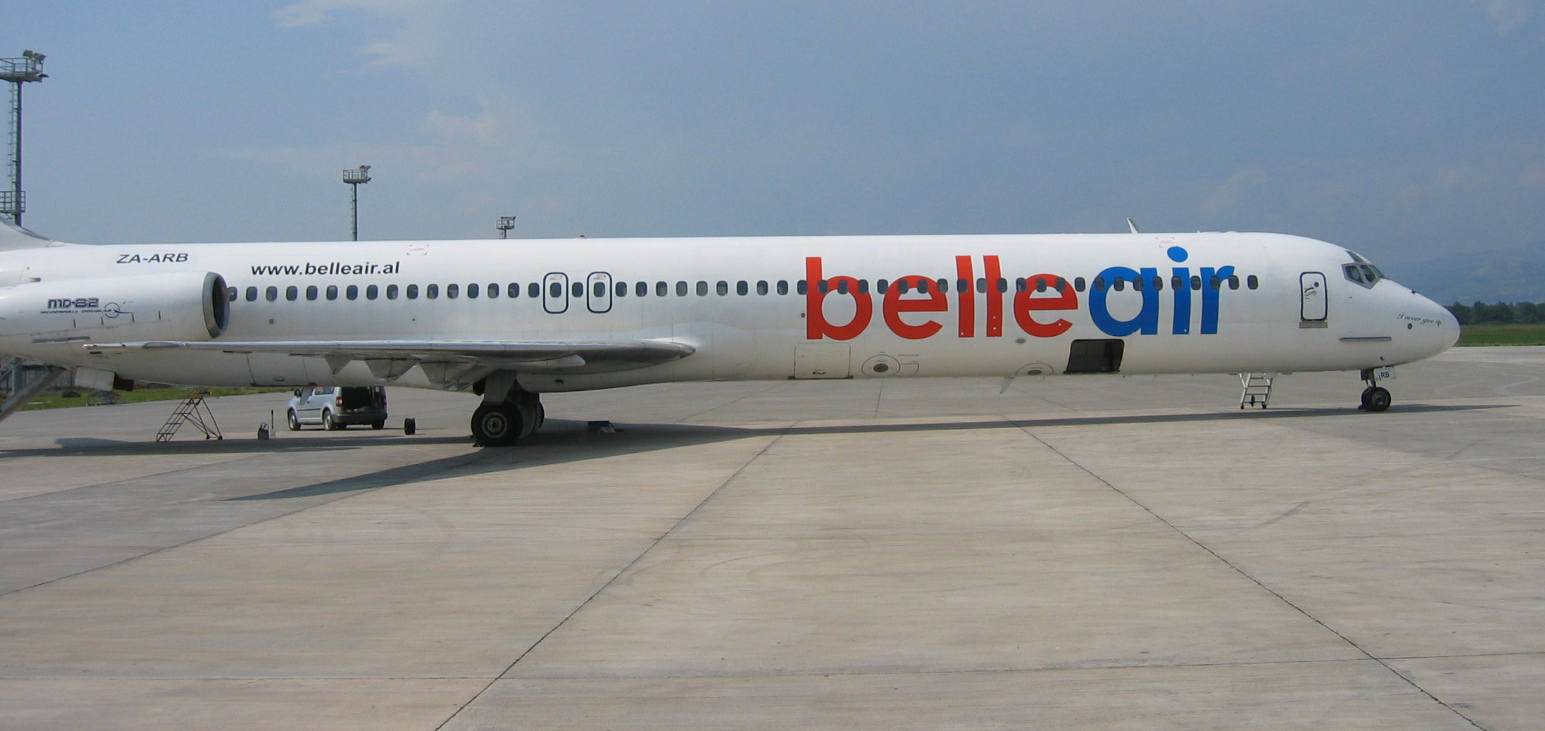
貝勒航空的MD-82於地拉那

貝勒航空是一間廉價航空公司於地拉那提供國際航班服務於意大利，以及希臘、土耳其和科索沃。航空公司是私人擁有。樞紐機場為地拉那國際機場和普里什蒂納國際機場。

## 目的地/航線
貝勒航空的航線是由地拉那飛行以下目的地：
- 比利时
  - 列日（列日機場）

- 埃及
  - 沙姆沙伊赫（沙姆沙伊赫國際機場）包機

- 以色列
  - 特拉維夫（本-古里安國際機場）包機

- 義大利
  - 安科納（安科納機場）
  - 巴里（巴里國際機場）
  - 博洛尼亞（博洛尼亞機場）
  - 貝爾加莫 （折尾基地塞里奧機場）
  - 庫內奧 （庫內奧機場）
  - 佛羅倫薩 （佛羅倫薩—亞美利哥國際機場）
  - 弗利 （弗利機場）
  - 熱那亞 （熱那亞－西塞斯特里克里斯托弗·哥倫布國際機場）
  - 米蘭 （米蘭－馬爾彭薩國際機場）
  - 帕爾馬 （帕爾馬機場）
  - 佩魯賈 （聖埃吉迪奧機場）
  - 比薩 （比薩—伽利略國際機場）
  - 羅馬 （羅馬—達文西國際機場）
  - 特雷維索 （特雷維索機場）
  - 第里雅斯特 （弗留利威尼斯朱利亞機場）
  - 維羅納 （維羅納機場）

- 科索沃
  - 普里什蒂納 （普里什蒂納國際機場）

- 瑞士
  - 日內瓦 （日內瓦國際機場） 2009年夏季啟航
  - 蘇黎世 （蘇黎世機場） 2009年夏季啟航

- 土耳其
  - 安卡拉 （安卡拉機場） 包機
  - 伊斯坦布爾 （阿塔图爾克國際機場） 2009年夏季啟航

- 美国
  - 紐約市 （約翰·菲茨傑拉德·甘迺迪國際機場） （由斯坎德培航空提供） 包機

## 機隊
航空公司在2009年3月31日有以下機隊。

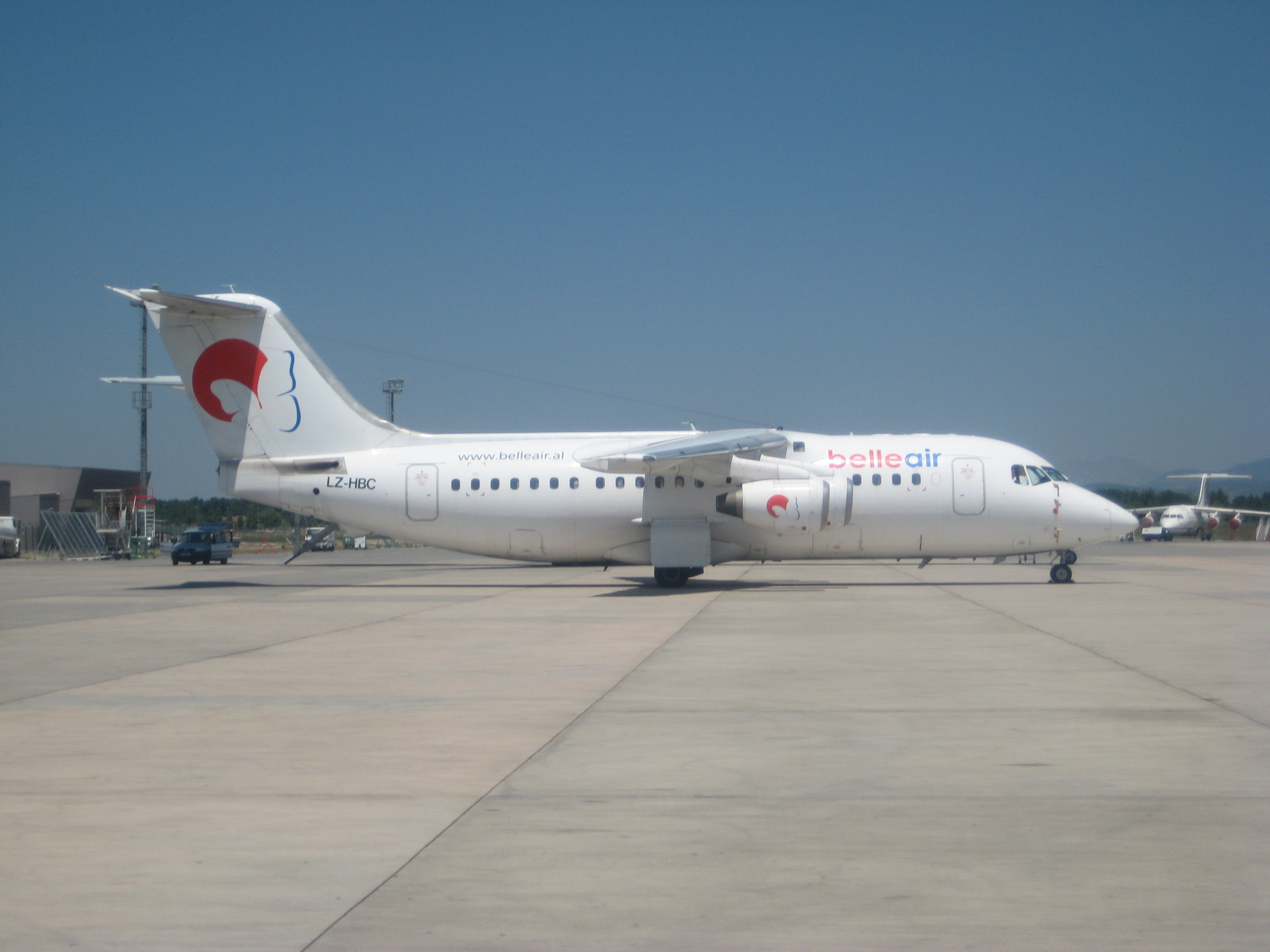
貝勒航空BAe 146在地拉那國際機場

- 1 ATR 42-300 （提供給Hemus航空）
- 1 ATR 72-500 （在2009年6月交付）
- 1 BAe 146-200 （提供給Hemus航空）
- 1 BAe 146-300 （提供給Hemu航空）
- 1 McDonnell Douglas MD-82
- 1 空中巴士A319 （在2009年6月交付）
- 2 空中巴士A320

## 外部連結
- 官方網站（页面存档备份，存于）
- 路線圖及統計資對 （页面存档备份，存于）
- 機隊